# 箭瑛大橋
23°43′54″N 121°29′20″E / 23.7318°N 121.4890°E

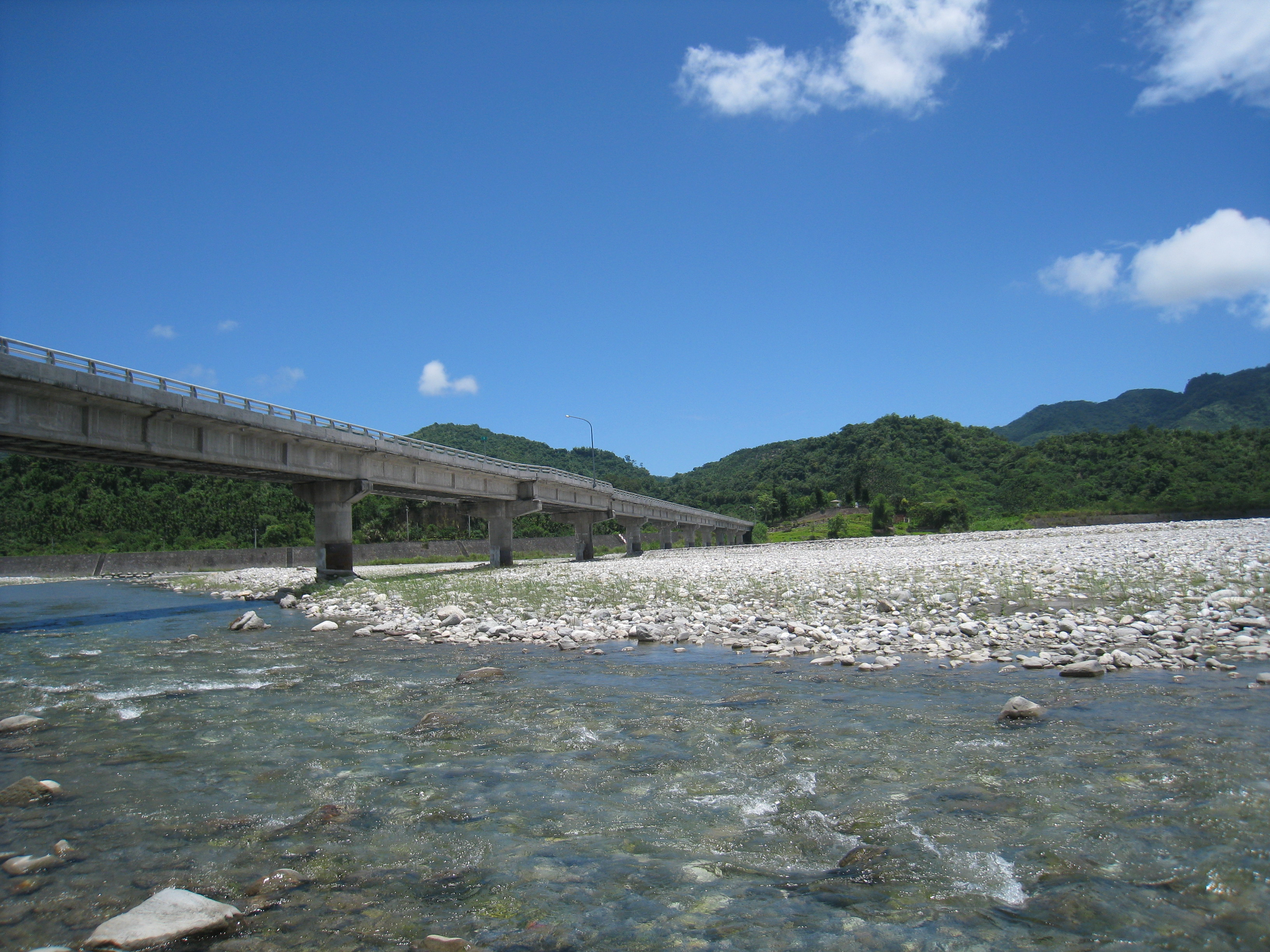
橫跨花蓮溪的箭瑛大橋

箭瑛大橋是位於台灣花蓮縣鳳林鎮的一座水泥大橋（位於花46線鄉道），橫跨花蓮溪連結鳳林鎮的大榮里與山興里（通往縣道193號）。自2019年起，花蓮縣政府在其旁邊興建新的大橋以取代其功能，於2021年7月29日新橋啟用，舊橋於同年8月7日起進行拆除並保留東側兩座橋台保留為紀念廊道。

## 由來
山興（原名六階鼻，1937年改稱山崎，戰後再改為今名）與鳳林鎮中心之間的連絡通道只有一座用竹子搭建的便橋，交通不便而且危險。1977年10月6日清晨，黛納颱風來襲過後，遭花蓮溪水暴漲，便橋因此被沖毀，山興國小（現已廢校）教務主任陳國義與教師張箭、鄧玉瑛、林寶炫等人為了到校上課，冒險以手牽手的方式渡河，但因洪流湍急，加上泥沙的影響，結果多人遭大水沖走，其中張箭、鄧玉瑛二人不幸溺斃。時任山興國小教務主任陳國義曾對此口述。
此事件經過媒體的報導而轟動全國，時任行政院長的蔣經國也深受感動，決定在該處興建水泥大橋，以解決當地的交通問題，並為表彰張、鄧二位老師的克盡職守、因公殉職的精神，取張箭的「箭」和鄧玉瑛的「瑛」命名為「箭瑛大橋」。此一故事曾於1985年拍攝為電影《箭瑛大橋》（編劇：姚慶康，導演：陳俊良，主演：石雋、顏鳳嬌）。中華民國總統馬英九在2012年1月時，盼兩位老師可以入祀忠烈祠。該地尚建有箭瑛公園，立有張箭和鄧玉瑛的紀念銅像與石碑以資紀念。

## 改建
因花蓮溪河道變寬，已超出橋樑原設計的長度，將造成危險。因此花蓮縣政府已於2013年計劃改建此橋。新的箭瑛大橋於2019年破土，並於2021年7月29日完工通車，為雙塔脊背橋，除了橋面加寬加長以符合現今需求外，也設立觀景台，並保留東側2座橋墩及橋面作為紀念廊道。

## 當地評論
2014年8月25日，由鳳林鎮文史協會透過臉書社團「鳳林幫」與幫友集思廣益，促成《箭瑛大橋》電影播放會，活動以「辦桌」型態舉行，免費提供瓜子、餅乾及開水，蚊子電影院就設在夜市旁邊，座位幾乎「座無虛席」，透過電影串起鳳林人的老回憶。鳳林鎮長彭宗乾表示，已和片商及文化部積極爭取，盼能將電影《箭瑛大橋》列為鳳林鎮公共財，讓這部片隨時都能在鳳林鎮免費播放。

## 外部連結
- 互联网电影数据库（IMDb）上《箭瑛大橋》的资料（英文）

- 箭瑛大橋圖片集（Bambooson竹子小站）[]
- 「箭瑛」殉職30年 學童冒雨繫黃絲帶追思 （页面存档备份，存于）